# プシュカーシュ・アレーナ
プシュカーシュ・アレーナ（Puskás Aréna）は、ハンガリーの首都ブダペストにある多目的スタジアム。

## 概要
1953年に完成したプシュカーシュ・フェレンツ・シュタディオンは老朽化し、2014年に閉鎖。UEFA EURO 2020開催に向け建て替えられ、2021年6月には同大会で4試合が開催された。前スタジアム同様フェレンツ・プスカシュを称えてつけられた。
2023年にはUEFAヨーロッパリーグ 2022-23の決勝戦が行われ、61476人を動員。
上記の国際大会を開催するため、同スタジアムはUEFAスタジアムカテゴリーの最高ランクであるカテゴリー4を取得している。

## ギャラリー

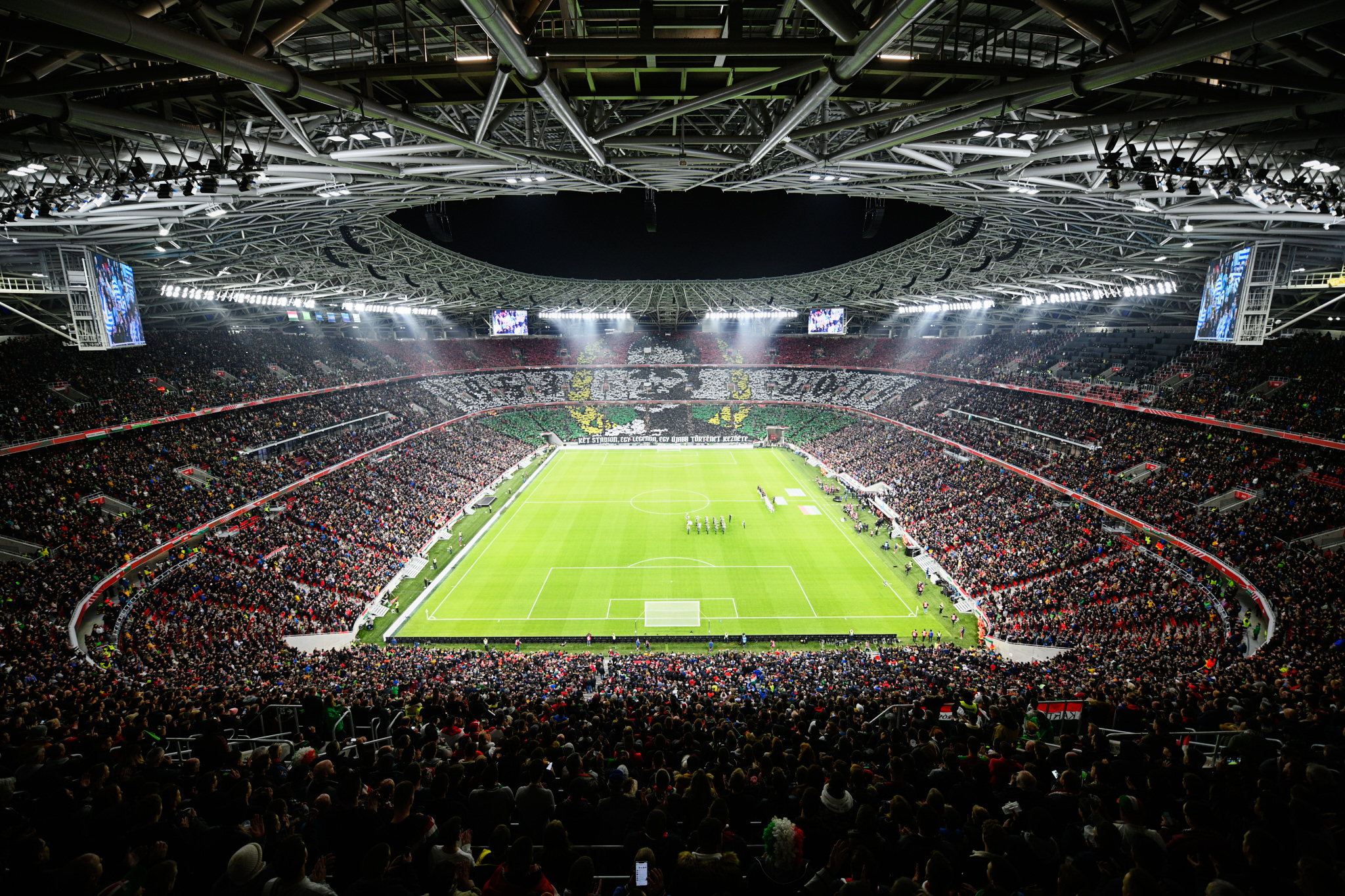
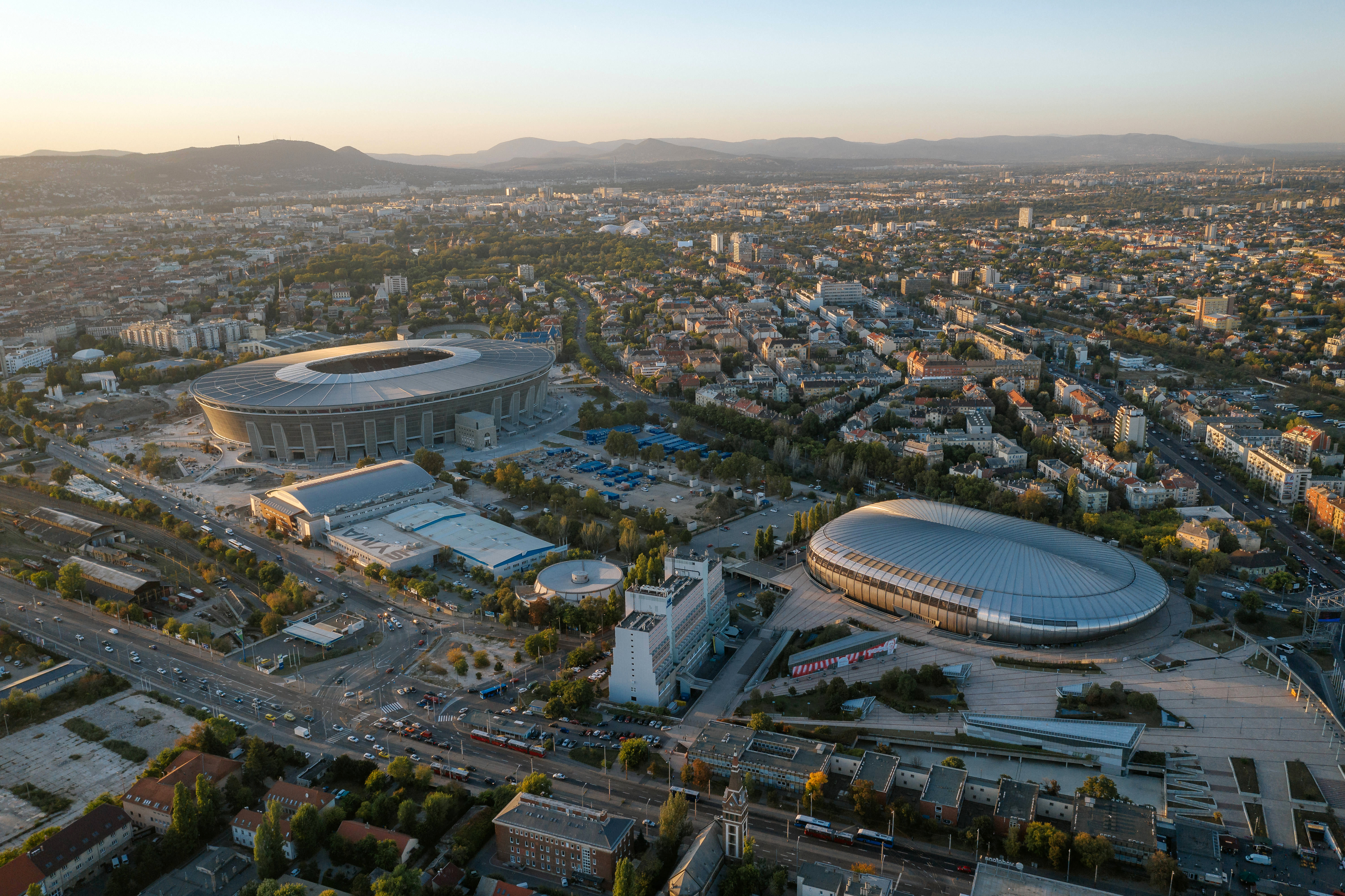
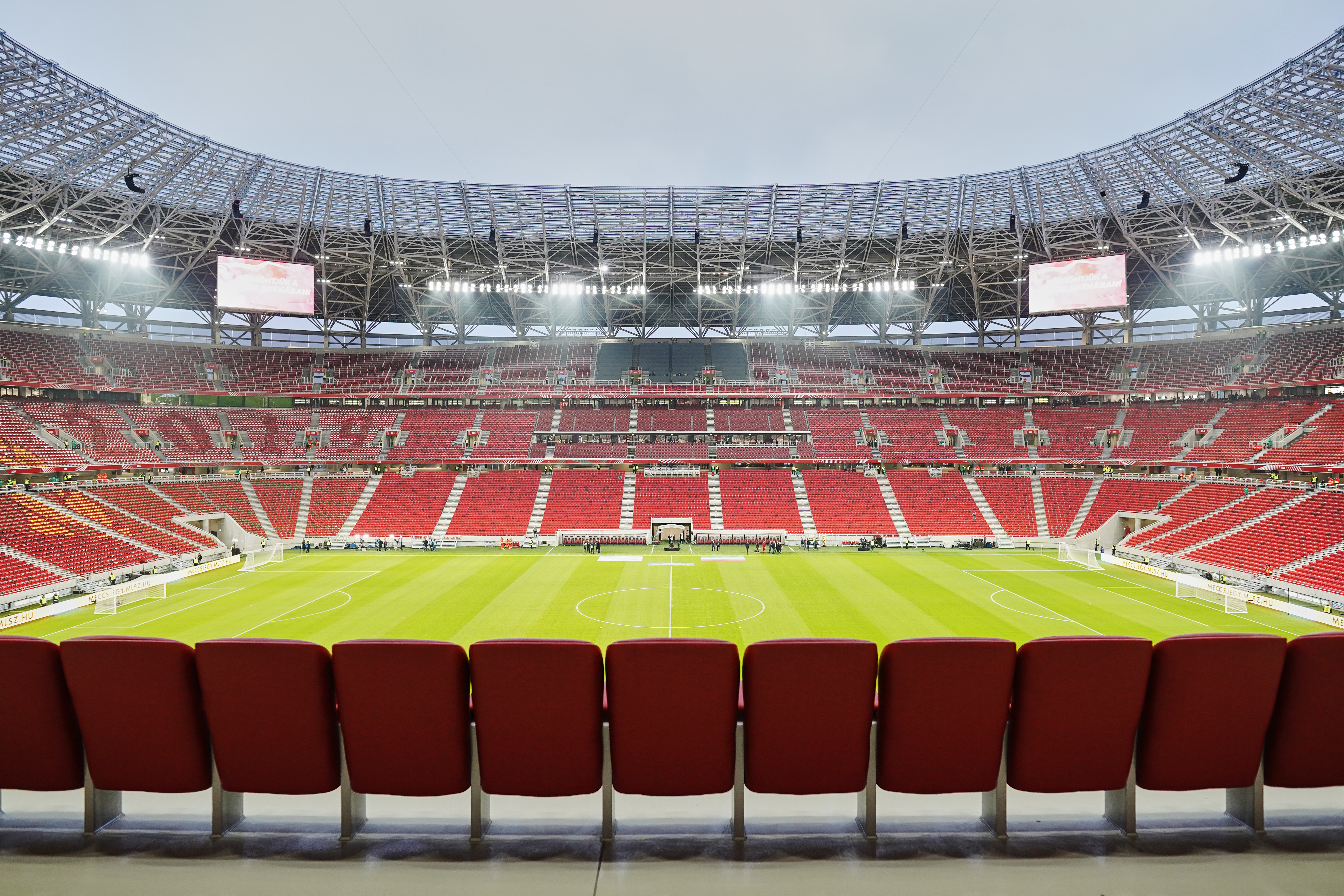
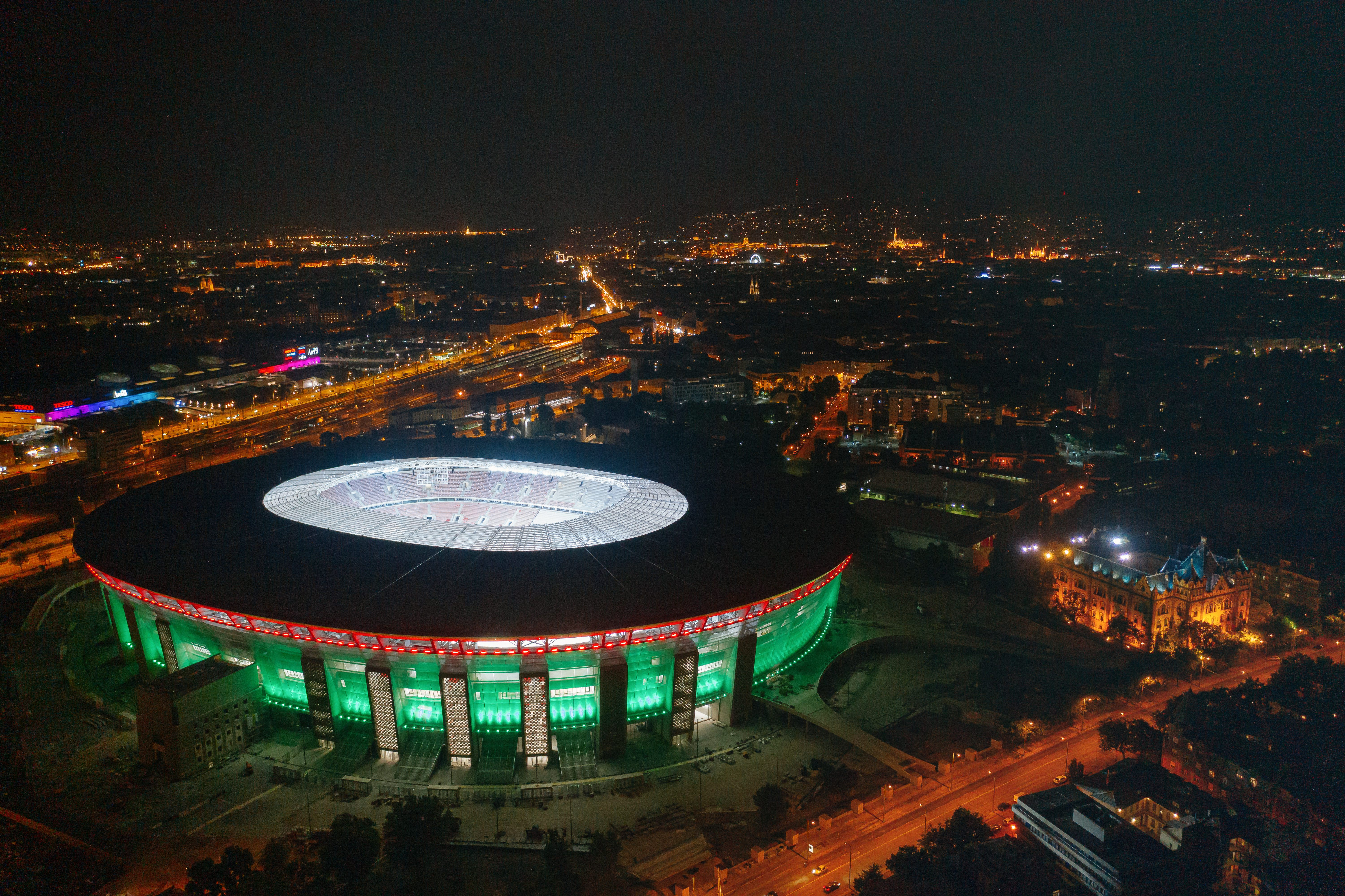
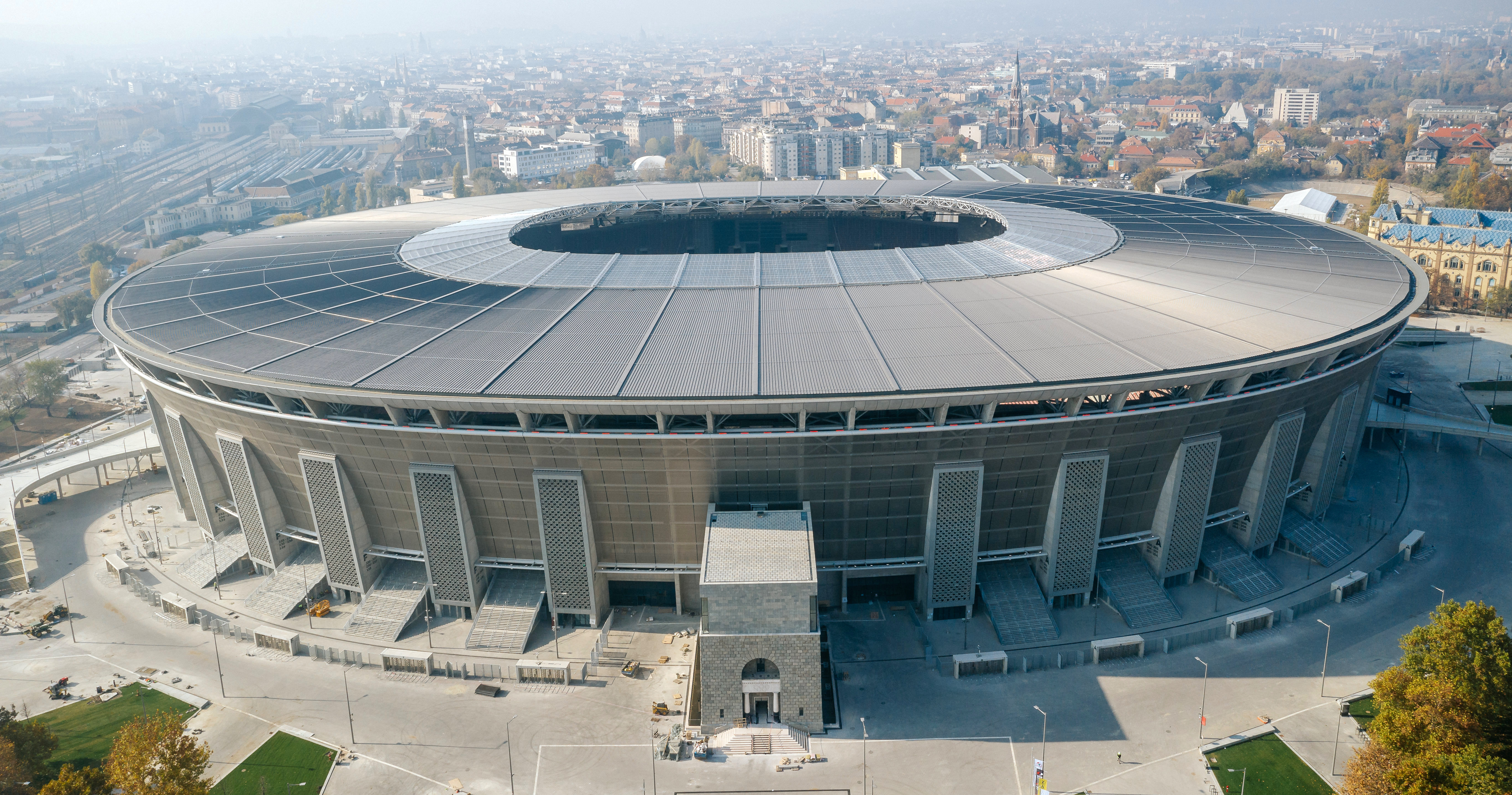
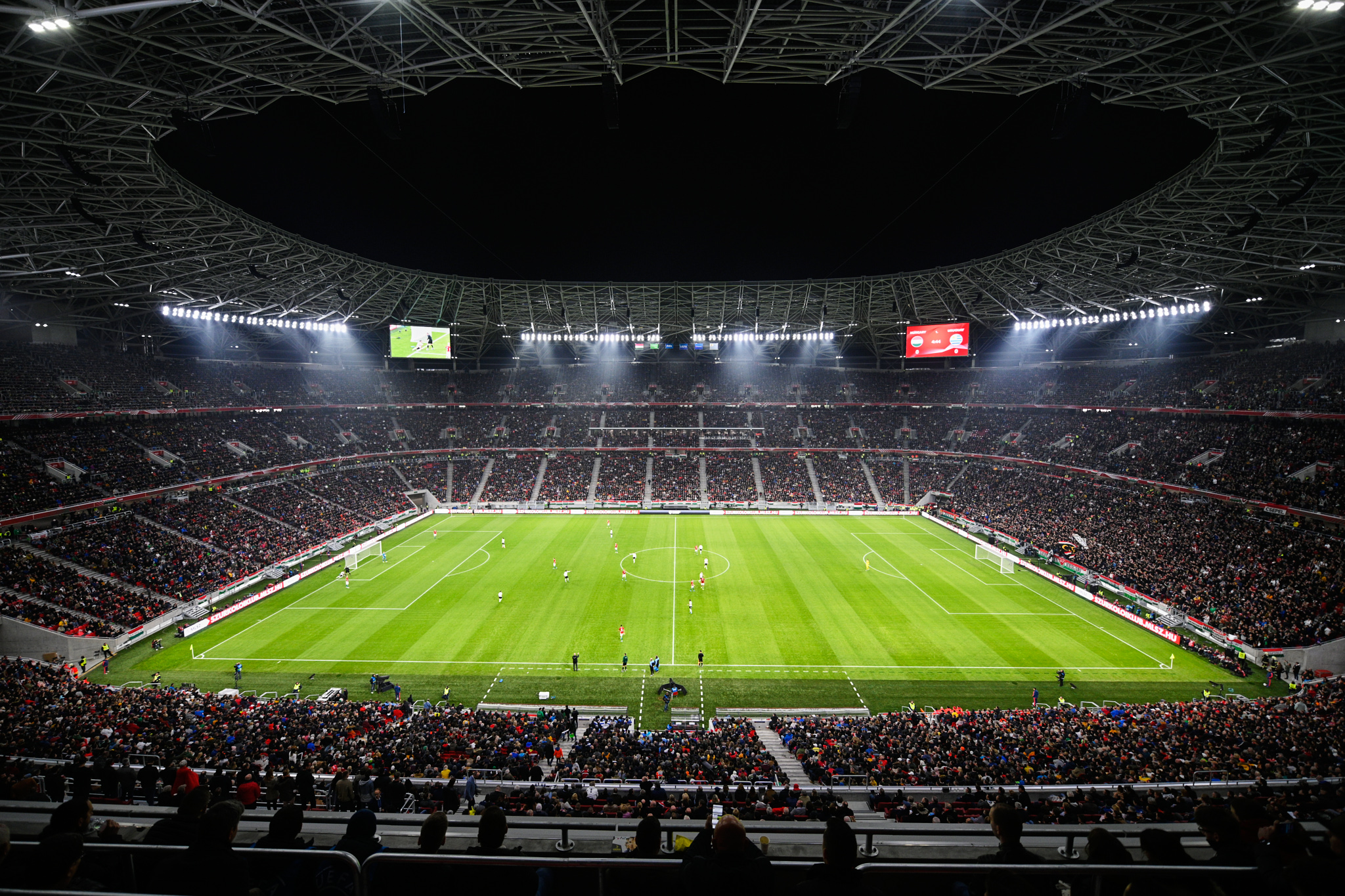